# Тольяттинская обувная фабрика
Тольяттинская обувная фабрика Лидер — советское, а затем российское предприятие лёгкой промышленности по производству обуви, существовавшее 1987—2004 годах в городе Тольятти. Одна из трёх фабрик построенная в СССР итальянской фирмой «Кончерие Коголо».
1 сентября 2004 года внесена запись в единый государственный реестр о ликвидации юридического лица.

## История
Распоряжением Совета Министров СССР от 27 сентября 1984 года № 1920 «О строительстве с участием инофирм на условиях «под ключ» предприятий легкой промышленности» было принято решение о строительстве в Тольятти обувной фабрики мощностью 2 млн. пар обуви в год. Дирекция строящейся Тольяттинской обувной фабрики была организована приказом Министерства легкой промышленности РСФСР от 19 февраля 1985 года № 37. Строительство фабрики осуществлялось совместно с итальянской фирмой «Кончерие Коголо». Молодые специалисты для строящейся фабрики проходили стажировку в Куйбышевском производственном обувном объединении на Кузнецкой обувной фабрике.
Приказом Министерства легкой промышленности РСФСР от 23 июля 1987 года № 277 дирекция была ликвидирована и организована обувная фабрика (по состоянию на 1 июля 1987 года). Фабрике было дано именование «Тольяттинская обувная фабрика», и подчинена она была российскому промышленному обувному объединению Министерства легкой промышленности РСФСР. 1 июля 1987 г .фабрика была принята в эксплуатацию.
На фабрике были цеха  раскройный, заготовочный, сборочный, компонентов, ремонтно-механический, химический, транспортно-складских операций, автоматизированной системы управления технологическими операциями, экспериментальный цех по производству особо модной обуви малыми сериями, центральный комплектовочный пункт, комплектации и изготовления коробок.
Приказом Министерства легкой промышленности РСФСР от 30 сентября 1988 г. № 304 на базе фабрики было создано Тольяттинское промышленно-торговое обувное объединение (ТПТОО). Кроме фабрики в объединение входил фирменный магазин «Люкс». В ноябре 1989 г.  был принят в эксплуатацию ведомственный детский сад «Волшебный башмачок». на 320 мест. В 1990 г.  на территории фабрики был организован павильон фирменного магазина «Люкс» для обслуживания работников предприятия по талонам.
Постановлением Правительства РФ № 895 от 20 ноября 1992 г. ТПТОО было передано как государственное предприятие в собственность Самарской области. ТПТОО учредило брокерские конторы № 86 и № 87 Тольяттинской универсальной биржи. В апреле 1992 г. они были реорганизованы в АОЗТ фирмы «Брок-Март-Лидер» и «Лидер-К-ЛТД». В 1992 г. из-за отсутствия импортных поставок клеев, фабрика была вынуждена досрочно пустить в эксплуатацию цех по изготовлению клеев,  был введен в действие цех обуви для активного отдыха,  производительностью 200 тыс. пар в год. 19 мая 1993 г. в составе АО «Лидер» был открыт фирменный магазин «Мода-Люкс».
В условиях рыночной экономики и сложным экономическим положением, вызванным снижением покупательского спроса и соответствующим уменьшением объема производства продукции с 2150 тыс. пар обуви в 1993 г. до 1715 тыс. пар в 1994 г., ухудшением финансового положения предприятия и с целью сохранения достигнутого уровня средней заработной платы коллектива работающих, в январе 1994 г было сокращено 300 человек персонала, а в марте и апреле 1994 г. установлена 4-дневная сокращенная рабочая неделя для вспомогательных рабочих. В 1995 г. продолжился спад производства до 1225 тыс. пар. В этот период фабрику приобрёл местный предприниматель, президент холдинга Мега-Лада Алик Гасанов заняв в ней пост председателя совета директоров, который был убит в 1996 году.
В 1996 году в связи с насыщением рынка импортной обувью, резко снизился покупательский спрос на отечественную обувь. Выпуск продукции упал на 41%, по сравнению с 1995 годом, производственные мощности предприятия использовались менее чем на 20%. В 1997 наблюдался подъем производства, по сравнению с 1996 г. на 18,5%, но выросли убытки от реализации готовой продукции, из-за недостатка собственных оборотных средств, фабрика была вынуждена заключать договоры с заказчиками на обработку давальческого сырья. Оплата таких заказов не возмещала всех затрат понесенных предприятием, однако для того чтобы выжить в условиях нестабильности финансово-экономической обстановки и при дефиците денежных средств коллектив вынужден был мириться с убытками.
В 1998 году был заключен договор на контрактное производство с иностранной фирмой, которая обеспечила до августа месяца работу фабрики. Однако выполнение разовых заказов не обеспечивало полную загрузку фабрики, увеличились простои оборудования, росли убытки. Для осуществления торговой, посреднической, закупочной и сбытовой деятельности ЗАО «Лидер» организовало дочерние и зависимые общества: ООО «Лидер ОФ», ООО «Мода-Люкс» и ООО «Меркурий-Люкс».
По итогам работы за 2000 год Российским союзом промышленников и предпринимателей фабрика была признана лучшим предприятием года и награждена медалью. Однако определением Арбитражного суда Самарской области в 2001-2003 г. введено внешнее управление. 23 августа 2004 года конкурсное производство в отношении ЗАО «Тольяттинская обувная фирма «Лидер» было завершено. Организация была ликвидирована. Детский сад принят на муниципальный учёт города, оборудование фабрики было распродано, а здание перепрофилированно под городок коммерции «Подсолнухи», сдавая площади в аренду. Банкродство и ликвидация обувной фабрики проходила в период правления губернатора Самарской области Константина Титова и мэра Николая Уткина.